# Erzbischöfliches Studienheim St. Fidelis
Das Erzbischöfliches Studienheim St. Fidelis in Sigmaringen in Baden-Württemberg war ein Internat des Erzbistums Freiburg, das ohne eigene Schule seinen Schülern eine gute Bildung ermöglichen wollte. Zum Ende des Schuljahres 2002/2003 wurde es geschlossen.

## Geschichte

### Seminarium Fidelianum (Verwaltungsrat)

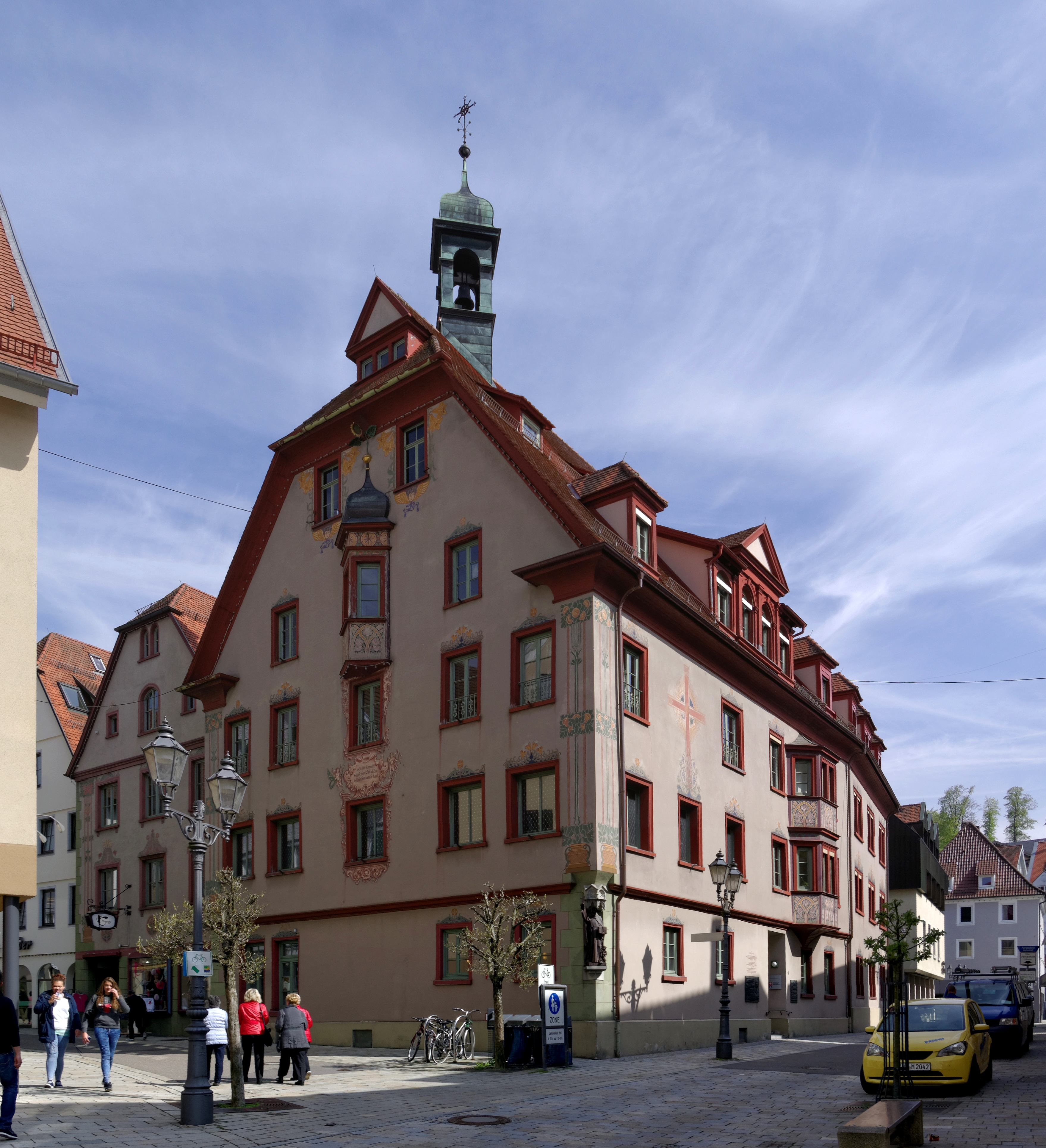
Das Fidelishaus, ursprüngliche Heimat des Erzbischöflichen Studienheims St. Fidelis

Als am 10. Juni 1855 das Geburtshaus des Fidelis von Sigmaringen zwangsversteigert wurde, erwarb es Pfarrer Thomas Geiselhart für ungefähr 8000 Gulden. Am 5. Oktober 1856 bezog er das Haus mit elf Schülern des Gymnasiums. Die Verhandlungen mit der kirchlichen Oberbehörde zur Gründung eines Knabenseminars waren bis im Sommer 1857 so weit gediehen, dass ein eigener, aus acht Mitgliedern bestehender Verwaltungsrat (Kuratorium Fidelianum) für das Haus ernannt und Geiselhart zum Vorsteher (Präses) gewählt wurde. Erst von da an war das Studienheim offiziell gegründet und wurde im Herbst 1867 mit 16 Schülern als „Seminarum Fidelianum“ eröffnet. Noch einmal musste Geiselhart eine erhebliche Geldsumme (11.000 Gulden) zusammenbetteln für den notwendigen weiteren Ausbau des Hauses. Somit konnte er 50 Schüler aufnehmen.
Alle Schüler besuchten das Gymnasium Hedingen im Kloster Hedingen. Als kirchliche Einrichtung wurden vor allem angehende Theologiestudenten aufgenommen, doch waren von Anfang an auch Nichttheologen Bewohner des Hauses. Die Zeiten für Studium, Gebet und Freizeit waren von der Hausordnung geregelt. Es gab damals schon eine ansehnliche Bibliothek und zwei Klaviere ermöglichten eine musikalische Grundausbildung. Über Aufnahme und Austritt eines Schülers entschied das Kuratorium. Die Kosten für den einzelnen betrugen für Nichthohenzollern 180 Gulden, für Hohenzollern 50 Gulden jährlich; unbemittelte Schüler erhielten, so gut es ging, finanzielle Unterstützung aus eingehenden Spenden oder etwaigen Rechnungsüberschüssen.
Eine Bekanntmachung im Herbst 1873 bedeutete fast das Ende des Studienheims: Die preußischen Maigesetze untersagten die Aufnahme neuer Schüler. Als im Schuljahr 1876/77 die Zahl der Schüler auf vier zusammen geschmolzen war, wagte es der greise Vorsteher des Hauses, sechs Schüler als Kostgänger aufzunehmen, deren Zahl sich 1885 schon wieder auf sechzehn belief.

### Geiselharts Nachfolger
Im Herbst 1885 zog sich Thomas Geiselhart in das ebenfalls von ihm gegründete Waisenhaus Nazareth zurück. Seinem Nachfolger, Präses Friedrich Schick, hinterließ Geiselhart das Vermögen des Studienheims im Wert von 80.000 Mark sowie Wertpapiere im Betrag von 55.000 Mark. Die Zahl der Schüler hatte sich bis zum Jahre 1892 auf 63 erhöht. Am 25. August 1893 starb der ehemalige Pfarrverweser und Präses des Fidelishauses Friedrich Schick. Im November 1893 wurde Rektor Marmon Leiter des Studienheims und führte es bis Mai 1907. Während dieser Zeit wurde im Fidelishaus um- und angebaut und die äußere Fassade des Hauses erneuert. Am 16. Mai 1907 feierte das Studienheim sein 50-jähriges Jubiläum. Zugleich wurde Rektor Marmon von seinem Amt verabschiedet. Von 1907 bis 1920 leitete Rektor Waldner das Konvikt. Sein Nachfolger wurde Rektor Anton Sauter.

### Neubau am Schönenberg
Die noch recht beengten Verhältnisse und die Zunahme der Lärmbelästigung hatten bei den Verantwortlichen die Absicht reifen lassen, sich um ein anderes Gebäude für die Belange des Gymnasialkonvikts umzusehen. Zunächst nahm man den „Prinzenbau“ in Augenschein (der in diesen Tagen an den Staat überging). Nach längeren Diskussionen erschien dieses riesige Gebäude als ungeeignet. Da der dem Anliegen damals wohlgewogene Friedrich Viktor Prinz von Hohenzollern-Sigmaringen einen Bauplatz am Schönenberg zusagte, kam es zum Neubau (heute: Studienheim). Die beiden Architekten Hans Herkommer (Stuttgart) und Friedrich Imbery (Sigmaringen) wurden beauftragt. In zwei Jahren stand der seinerzeit moderne und zweckmäßig eingerichtete Dreiflügelbau: 600.000 Reichsmark betrug die Bausumme. Neben Zuschüssen und Spenden, war man auf ein großes Darlehen angewiesen, das sich erst nach dem Krieg ganz erledigte. Die Einweihung im Frühjahr 1933 wurde festlich begangen. Der Fürst schenkte der Einrichtung auch noch den ans neue Gebäude angrenzenden Platz bis zur heutigen Bundesstraße dazu, sodass man sich auf dazu gewonnenem Gelände durch Obst- und Gemüseanbau teilweise selbst versorgen konnte. Rektor Sauter ging als der Bauherr des heutigen Studienheims in die Geschichte ein. Die Einweihung des Erzbischöflichen Studienheims St. Fidelis fand unter dem Beisein von Erzbischof Conrad Gröber und Friedrich Viktor Prinz von Hohenzollern-Sigmaringen statt.

### Das Konvikt im Dritten Reich
Rektor Anton Sauter war ein umsichtiger und weitblickender Mann. Seine klare Linie und seine vermeintliche Strenge waren getragen von einer starken priesterlichen Frömmigkeit und einer feinen, menschlichen Güte. Diese Charaktereigenschaften halfen ihm auch, die mit dem Nazi-Regime angebrochene schwere Zeit zu überstehen.
Es begann für das Studienheim St. Fidelis eine immer schwieriger werdende Epoche. Die Erziehungsarbeit eines kirchlichen Konvikts erfuhr von politischer und gesellschaftlicher Seite zunehmende Diskriminierung, Schüler wurden lächerlich gemacht und verachtet. Drohungen der politischen Machthaber, zunächst versteckt, wurden nach und nach offener und gipfelten in der rechtlichen Entmachtung des Rektors. Immer mehr deutete darauf hin, dass die Nationalsozialisten einiges daran setzen würden, das Haus aufzulösen, um gegen die kirchliche Bildungsarbeit vorzugehen, deren Ideale offenbar denen der politischen Machthaber entgegenstanden. Wie sich schließlich herausstellte, sollte das Konvikt eine Nationalpolitische Erziehungsanstalt (Napola) werden.
Der damalige Rektor Sauter erfuhr davon erst kurz zuvor, aber er unternahm auf seine Weise etwas dagegen: Er ging noch am späten Abend zu einem ihm von früher her bekannten hohen Offizier der Wehrmacht und erreichte, dass schon am anderen Tag das Konvikt als Lazarett der Wehrmacht beschlagnahmt wurde. Nur so konnte das Haus dem Zugriff der Schutzstaffel entzogen werden. Die ursprüngliche Sinngebung des Studienheims war damit allerdings trotzdem unterbrochen. In kleinen Zimmern durften der Rektor und die Schwester Oberin im Haus wohnen bleiben.
Die ersten Jahre des Studienheimes als Lazarett der Wehrmacht verliefen, dem Kriegsgeschehen entsprechend, unspektakulär. Die Kommandeure verhielten sich ruhig, bezahlten Miete, ließen Schäden wieder reparieren und schonten die Einrichtung. Dies änderte sich jedoch, als das Kriegsgeschick sich Anfang der 1940er Jahre gegen Deutschland wendete: Immer mehr schwer verwundete Soldaten kamen ins Haus, die Seelsorge des Rektors und der Schwester Oberin um die Soldaten war zeitweise stark behindert, mit der Einrichtung wurde rau und lieblos umgegangen, ohne dass der Rektor dagegen etwas ausrichten konnte.

### Nach dem Zweiten Weltkrieg
Im Nachkriegsdeutschland bemühte sich Rektor Sauter bei der französischen Besatzungsmacht um die Freigabe des Gebäudes. Zunächst benutzten auch die Franzosen das Haus als Lazarett, doch im Frühjahr 1946 wurde das Konvikt wieder freigegeben. Für Rektor Sauter bot dies den Anlass, sich aus der aktiven Arbeit im Konvikt zurückzuziehen. Er sah seine Pflicht als getan an und zog sich in die Pensionärswohnung im Haus zurück. Den Neuanfang übernahm sein Nachfolger Anton Volm. Noch mehrere Jahre verbrachte Anton Sauter als Priester im Studienheim.
Bereits 1948 folgte August Krist als neuer Rektor, 1957 dann Hermann Ritter und 1963 Stephan Küchler. Im Jahr 1967 wurde Karl Missel Rektor des Konvikts und übte diese Aufgabe die nachfolgenden 35 Jahre aus. Er war bestrebt, junge Menschen in ihrer Selbstfindung zu unterstützen und die Impulse des Zweiten Vatikanischen Konzils umzusetzen. Gemäß seinem Leitbild „Bildung, Religion und Gemeinschaft“ förderte er außerschulische Angebote wie Musik, handwerkliche Beschäftigungen und Sport. Am Hohenzollern-Gymnasium Sigmaringen, an dem viele der Konviktschüler Unterricht hatten, war er zudem Lehrer für katholische Religion. Für sein pädagogisches Wirken und seine seelsorgerischen Leistungen wurde Missel 1982 zum Geistlichen Rat ad honorem und 1987 zum Monsignore ernannt.
In den 1980er Jahren wohnten knapp 100 Schüler, die sich selbst „Kitteraner“ nannten, im Konvikt. Das vorgegebene Regelwerk war nicht mehr so streng, wie in der Gründungszeit, und auch die früheren Schlafsäle waren durch Zimmer mit drei oder vier Betten ersetzt worden, die in Wohngruppen zusammengefasst wurden. Später wurde auf Doppelzimmer umgestellt.

### Schließung
Zum Ende des Schuljahres 2002/2003 wurde das Konvikt aufgrund sinkender Schüleranzahl geschlossen. Für die Abwicklung der Schließung wurde der Sigmaringer Stadtpfarrer Karl-Heinz Berger im Januar 2003 zum Rektor ernannt, nachdem sein Vorgänger Karl Missel aus gesundheitlichen Gründen sein Amt im Dezember 2002 abgegeben hatte. Berger blieb bis zur endgültigen Abwicklung der Schließung im November 2003 im Amt.
Im ehemaligen Studienheim St. Fidelis wurde im Herbst 2004 auf einer Etage eine Begegnungsstätte für psychisch kranke Menschen eingerichtet. Die Anmietung der Räume und der Betrieb der Begegnungsstätte erfolgte durch den Caritasverband Sigmaringen. Neue Eigentümerin wurde die Erzbischöfliche Stiftung Kinderheim Haus Nazareth, die einen Teil der Räumlichkeiten zu diesem Zweck umbaute.

### Umbau und weitere Nutzung
2016 begann das Haus Nazareth mit einem umfassenden Umbau des Gebäudes. Der Westflügel wurde im März des Jahres abgerissen, wogegen sich Widerstand unter den Bürgern der Stadt Sigmaringen geregt hatte. Im Nordflügel entstand ein Wohnheim für psychisch Kranke und eine Wohngruppe für autistische Jugendliche. Im Erdgeschoss wurde eine Tagesstätte für psychisch Kranke angesiedelt, im Südflügel der Sitz des gemeindepsychiatrischen Dienstes. Ein Veranstaltungssaal entstand im ehemaligen Speiseraum. In der ehemaligen Küche wurden vier Wohnungen für Jugendliche geschaffen.
Eine Christusfigur, die dem Abriss des Westflügels zum Opfer fallen sollte, wurde nach Protesten aus der Bürgerschaft abgenommen und soll restauriert und anschließend vor dem Geiselhart-Museum des Hauses Nazareth aufgestellt werden.
Das Kircheninventar der vom Abriss betroffenen Kapelle wurde weitgehend erhalten und vom Haus Nazareth weiter genutzt oder an andere Kirchen verkauft. Die hier vorhandene Orgel des Marburger Orgelbauers Gerald Woehl mit zwei Manualen, Pedal und 18 klingenden Registern aus dem Jahr 1984 wurde an die Hochschule für Kirchenmusik Heidelberg abgegeben und steht dort seit dem Jahr 2015 im Hörsaal 15.
Die Baukosten für den Umbau wurden auf vier Millionen Euro veranschlagt, wovon die Erzdiözese einen Betrag von 3,4 Millionen Euro zuschießen wollte, während der Rest vom Haus Nazareth finanziert werden sollte. Nach dem Abschluss der Umbauten wurde das Konvikt am 9. Dezember 2017 in Haus Bethlehem umbenannt.

## Tagesablauf
Der alltägliche Tagesablauf sah folgendermaßen aus:
- 06:10 Uhr: Wecken
- 06:30–07:00 Uhr: Frühstudium (Di, Mi, Fr)
- 07:00 Uhr: Frühstück
- 07:30 Uhr: Schulwegsantritt
- 13:10 Uhr: Mittagessen
- 14:00–15:00 Uhr: Freizeit
- 15-00–16:30 Uhr: erste Studierphase
- 16:30–16:45 Uhr: Pause mit Imbiss
- 16:45–17:00 Uhr: Meditation
- 17:00–18:00 Uhr: zweite Studierphase
- 18:00–19-00 Uhr: Freizeit
- 19:00–19:30 Uhr: Abendessen
- 21:30/22:00/22:30 Uhr: Bettruhe je nach Alter

## Rektoren
- 1855–1885: Thomas Geiselhart
- 1885–1893: Friedrich Schick
- 1893–1907: Joseph Marmon
- 1907–1920: Karl Friedrich Waldner
- 1920–1945: Anton Sauter
- 1946–1948: Anton Volm
- 1948–1957: August Krist
- 1957–1963: Hermann Ritter[2]
- 1963–1967: Stephan Küchler
- 1967–2002: Karl Missel[3]
- 2003: Karl-Heinz Berger

## Bekannte Schüler
- Nikolaus Maier (1891–1977), Pfarrer und Heimatforscher
- Karl Lehmann (1936–2018), Kardinal, Vorsitzender der deutschen Bischofskonferenz